# ...Baby One More Time (альбом)
…Baby One More Time — дебютний альбом популярної американської співачки Брітні Спірс. Він став найкращим бестселером серед усіх альбомів співачки — як у Сполучених Штатах, так і в Європі. Зокрема, альбом розійшовся тиражем понад мільйон примірників й став тричі платиновим у Великій Британії. Пісні з нього довгий час посідали перші місця у численних хіт-парадах.
Спочатку альбом планувалось назвати Britney Spears, але після успіху першої композиції ...Baby One More Time  назву вирішили змінити на більш знайому аудиторії. Титульна пісня дебютної платівки також стала візитною карткою співачки. Композитором цієї та співавтором інших пісень альбому є швед Макс Мартін. Також слова та музику до інших творів писали Йорген Елофссон, Пер Магнуссон, Девід Крейгер та інші, вони ж стали продюсерами альбому. Сама Брітні Спірс пісні лише виконувала.

## Перелік композицій
| ...Baby One More Time | ...Baby One More Time                              | ...Baby One More Time                                      | ...Baby One More Time         | ...Baby One More Time |
| #                     | Назва                                              | Автор                                                      | Продсер(и)                    | Тривалість            |
| --------------------- | -------------------------------------------------- | ---------------------------------------------------------- | ----------------------------- | --------------------- |
| 1.                    | «...Baby One More Time»                            | Макс Мартін                                                | Мартін, Рамі                  | 3:30                  |
| 2.                    | «(You Drive Me) Crazy»                             | Йорген Елофссон, Пер Магнуссон, Девід Крейгер, Макс Мартін | Магнуссон, Крейгер, Мартін    | 3:17                  |
| 3.                    | «Sometimes»                                        | Елофссон                                                   | Магнуссон, Елофссон, Крейгер  | 4:05                  |
| 4.                    | «Soda Pop»                                         | Міккі Бессі, Ерік Фостер Вайт                              | Уайт                          | 3:20                  |
| 5.                    | «Born to Make You Happy»                           | Крістіан Лундін, Андреас Карлссон                          | Лундін                        | 4:03                  |
| 6.                    | «From the Bottom of My Broken Heart»               | Уайт                                                       | Уайт                          | 5:11                  |
| 7.                    | «I Will Be There»                                  | Мартін, Карлссон                                           | Мартін, Рамі                  | 3:53                  |
| 8.                    | «I Will Still Love You» (дует з Доном Філліппом)   | Уайт                                                       | Уайт                          | 4:02                  |
| 9.                    | «Deep In My Heart»                                 | Магнуссон, Крюгер, Карлссон                                | Магнуссон, Крюгер             | 3:35                  |
| 10.                   | «Thinkin' About You»                               | Бессі, Уайт                                                | Уайт                          | 3:35                  |
| 11.                   | «E-Mail My Heart»                                  | Уайт                                                       | Уайт                          | 3:41                  |
| 12.                   | «The Beat Goes On»                                 | Сонні Боно, Уайт                                           | Уайт, The All Seeing I        | 3:43                  |
| 13.                   | «I’ll Never Stop Loving You »                      | Стів Даємонд, Джейсон Блюм                                 | Магнуссон, Крюгер             | 3:43                  |
| 14.                   | «Autumn Goodbye»                                   | Уайт                                                       | Уайт                          | 3:42                  |
| 15.                   | «Baby One More Time» ((Davidson Ospina Radio Mix)) | Мартін                                                     | Мартін, Рамі, Девідсон Оспіна | 3:26                  |
| 16.                   | «Baby One More Time» ((Boy Wunder Radio Mix))      | Мартін                                                     | Мартін, Рамі, Boy Wunder      | 3:27                  |